# Bårsten
Bårsten är en sjö i Eskilstuna kommun i Södermanland och ingår i Norrströms huvudavrinningsområde. Sjön är 11 meter djup, har en yta på 1,23 kvadratkilometer och är belägen 24,2 meter över havet. Sjön avvattnas av vattendraget Tandlaån (Slytån).

## Delavrinningsområde
Bårsten ingår i det delavrinningsområde (656944-154345) som SMHI kallar för Utloppet av Bårsten. Medelhöjden är 50 meter över havet och ytan är 7,26 kvadratkilometer. Räknas de 8 avrinningsområdena uppströms in blir den ackumulerade arean 35,62 kvadratkilometer. Tandlaån (Slytån) som avvattnar avrinningsområdet har biflödesordning 2, vilket innebär att vattnet flödar genom totalt 2 vattendrag innan det når havet efter 151 kilometer. Avrinningsområdet består mestadels av skog (65 procent) och jordbruk (11 procent). Avrinningsområdet har 1,23 kvadratkilometer vattenytor vilket ger det en sjöprocent på 17 procent.